# The Sims 3: Generations
The Sims 3: Generations è la quarta espansione per il videogioco di simulazione di vita per computer The Sims 3, che EA ha annunciato con il comunicato stampa e trailer video del 5 aprile 2011. Il gioco è stato pubblicato il 31 maggio 2011. Contiene elementi di The Sims 2: Family Fun Stuff, The Sims: House Party, The Sims 2: Teen Style Stuff, The Sims 2: University e The Sims 2: Celebration!. In The Sims 3: Generations ogni fase della vita ha un tema: per i bambini, fantasia e finzione; per gli adolescenti, ribellione, feste e scherzi; per i giovani adulti e gli adulti, l'attenzione è sulle loro relazioni con gli altri, da sposarsi ad avere figli propri; gli anziani rievocano gli anni d'oro e gioiscono nel vedere i nipoti crescere.

## Quartiere
In The Sims 3 Generations c'è la possibilità di aggiungere nuove piazze e parchi ai quartieri.

## Modalità Costruisci/Compra
Nella modalità Costruisci è stato aggiunto un nuovo tipo di finestra, le scale a chiocciola e nuove recinzioni per il giardino. 
Nella modalità Compra sono state aggiunte le case sull'albero, i letti a castello e la scatola dei travestimenti per i bambini, i bastoni da passeggio per gli anziani e i passeggini.

## Nuove Carriere
In The Sims 3 Generations,se si possiede anche l'espansione "The Sims 3 Ambitions", è stata introdotta la professione di baby sitter. Si inizia la carriera occupandosi di neonati e bebè, poi ottenendo promozioni ci si prenderà cura dei bambini e di più Sim nello stesso momento. Il piano di lavoro consiste nel ricevere al mattino i bambini da badare, che i genitori passeranno a prendere più tardi, e si dovrà nutrirli, farli studiare e giocare.

## Nuove Abilità
È possibile sviluppare la logica attraverso un nuovo oggetto: il laboratorio di chimica, con il quale si possono creare tantissime pozioni.
Quando un Sim sta per accedere alla fase di Adulto può iniziare a soffrire di crisi di mezza età distinguibile da desideri in rosso. A seconda dei desideri realizzati, si guadagnerà una certa quantità di punti vitalizi e si riceverà uno stato umorale che durerà per il resto dell'età adulta. Per uscire dalla crisi, si può decidere di mandare il Sim in ospedale per farlo curare.

## Nuove Attività
L'amico immaginario è una bambola con una propria vita che può vedere solo il Sim bambino che la possiede. Il Sim può interagire con la bambola come se si trattasse di un normale Sim, ma non può essere controllata dal giocatore. La bambola arriva per posta sotto forma di giocattolo come regalo per il nuovo arrivato e la si fa quindi giocare e relazionare col Sim più piccolo della casa, fino a quando questa non diventerà amico immaginario del Sim quando diventerà un bambino. L'amico immaginario è molto particolare e si muove in modo divertente per la casa. Ma un amico immaginario potrebbe desiderare di diventare un bambino vero, e se la loro amicizia è forte il bambino sarà in grado di trasformarlo in un Sim normale attraverso una pozione che si crea nel laboratorio di chimica, a livello 8. Inoltre, quando un Sim diventa adolescente può iniziare una relazione romantica con lui, che può continuare anche per il resto dei suoi anni.
In The Sims 3 Generation è possibile fare scherzi come: lanciare uova alla porta del vicino, appiccare un fuoco col sacchetto fuori dalla casa del vicino, suonare il campanello e scappare. È inoltre possibile manomettere il lavandino, WC o computer per fare degli scherzi ad altri Sim. è inoltre possibile dare ai Sim bambini e adolescenti delle punizioni se provocano problemi nel quartiere o in casa, se litigano coi fratelli, quando fanno scherzi o quando marinano la scuola. I Sim castigati vengono privati dei loro giochi preferiti e sono costretti a riqualificare se stessi in un angolo. Tuttavia ci sono modi per tornare in buoni rapporti con i genitori: aiutandoli con le faccende domestiche o chiedendo perdono.
Con la nuova espansione è possibile organizzare feste in modo più realistico e godersele al massimo. Vi è la possibilità di partecipare al ballo di fine anno della scuola. Quando arriva il momento di partecipare a queste feste il Sim riceve un invito via e-mail. Si ha inoltre la possibilità di scegliere cosa indossare e se invitare qualcuno. La notte del ballo il Sim sarà accompagnato a scuola da una limousine. Una volta giunti a scuola al Sim verrà fatta una foto ricordo e parteciperà al ballo della festa. Inoltre, se il Sim è specializzato nella danza può essere eletto re o regina della festa ricevendo un oggetto speciale nell'inventario. Ma non sempre i balli di fine anno possono finire al meglio. Al Sim potrebbe capitare di trascorrere una brutta serata rimanendo bloccati nella pista da ballo o essere coinvolti in una rissa.
Un altro tipo di festa da organizzare è la festa di addio al celibato/nubilato, disponibile solo per i Sim che sono al livello "promessi sposi" nella loro relazione. Durante la festa di addio al celibato/nubilato si possono invitare amici e festeggiare insieme a delle ballerine.
Con The Sims 3 Generations abbiamo la possibilità di vedere il Sim all'interno della scuola e possiamo anche decidere se iscriverlo a dei collegi privati (l'accademia militare, l'accademia sportiva, l'accademia d'arte, la scuola hippie e la scuola chic). Nel caso si volesse mandare un Sim in collegio, non sarà più controllabile e tornerà a casa solo dopo la fine degli studi. Per iscrivere un Sim in un collegio si può utilizzare il computer e scegliere vari collegi con caratteristiche diverse, che conferiscono una formazione focalizzata su misura e che consente al Sim di ottenere abilità esclusive. L'iscrizione di un Sim a questa prestigiosa educazione non è gratuita, ma i genitori dovranno essere in grado di mantenerli pagando le tasse sui loro studi.
- I Sim Bebè possono andare in giro per la città accompagnati col passeggino.
- Ci sono più scelte disponibili per fare una festa: i bambini possono organizzare pigiama party o festicciole, mentre gli adolescenti possono invitare gli amici mentre i genitori sono fuori città o organizzare un party in qualche luogo nel quartiere.
- I bambini possono indossare vestiti da: principessa, principe, astronauta o dinosauro.
- I Sim possono acquistare una videocamera con la quale è possibile registrare i momenti più belli della loro vita.
- I Sim possono raccontarsi storie della buonanotte o dell'orrore utilizzando torce elettriche per spaventare i bambini.
- C'è la possibilità di costruire una casa sull'albero in giardino, dove il Sim bambino può svolgere tantissime attività.
- Ci sono nuovi oggetti che possono creare un parco giochi dove i bambini potranno divertirsi.
- È possibile costruire castelli di sabbia in riva al mare.
- Ci sono nuove attività nel doposcuola: per i bambini sono disponibili il corso di balletto e i boyscout, mentre gli adolescenti possono partecipare al club sportivo, di recitazione, band scolastica e il giornale della scuola.
- I genitori possono offrirsi come volontari per insegnare ai loro figli a guidare e consentire loro di prendere la patente.
- A partire dall'età giovane adulto, c'è la possibilità di clonarsi, creando un bambino identico al genitore.
- Gli anziani possono acquistare e camminare con dei bastoni da passeggio. Ci sono due modi per utilizzare il bastone: come sostegno per la schiena o come un gentiluomo.

## Musica
La band All Time Low ha contribuito al gioco con il brano Time Bomb, di sottofondo al trailer ufficiale.